# Centrale nucléaire de Wolf Creek
La centrale nucléaire de Wolf Creek est située à Burlington dans le Kansas où elle occupe un terrain de 40 km².

## Description
La centrale dispose d'un réacteur à eau pressurisée (REP) construit par Westinghouse :
- Wolf Creek : 1200 MWe, mis en service en 1985 pour 40 ans (2025)[1].

Le refroidissement du réacteur est réalisé grâce à l'eau du lac de Wolf Creek.
L'exploitant est WCNOC (Wolf Creek Nuclear Operating Corporation).

La propriété est partagée entre :
- Kansas Gas & Electric Co. pour 47 % ;
- Kansas City Power and Light Co. pour 47 % ;
- Kansas Electric Power Cooperative, Inc. pour 6 %.